# Maduretno (Buluspesantren)
Maduretno is een bestuurslaag in het regentschap Kebumen van de provincie Midden-Java, Indonesië. Maduretno telt 2033 inwoners (volkstelling 2010).